# Đất rừng phương Nam
Đất rừng phương Nam là tiểu thuyết của nhà văn Đoàn Giỏi viết về cuộc đời phiêu bạt của cậu bé tên An.
Bối cảnh của tiểu thuyết là miền Tây Nam Bộ, Việt Nam vào nửa cuối thập niên 1940, sau khi thực dân Pháp quay trở lại xâm chiếm Nam Bộ.

## Tóm tắt nội dung
Cậu bé An sống cùng với cha mẹ tại thành phố, sau ngày độc lập 2-9-1945. Thực dân Pháp quay trở lại xâm lược Việt Nam, đổ quân vào Nam Bộ. Pháp mở những trận đánh khiến cho những người dân sống tại các thành thị phải di tản. An và ba má cũng phải bỏ nhà bỏ cửa để chạy giặc. Cậu nhớ đến một anh bạn đi tàu đã tặng cậu chiếc la bàn mà không kịp mang theo. Theo cha mẹ chạy hết từ vùng này tới vùng khác của miền Tây Nam Bộ. An kết bạn cùng với những đứa trẻ cùng trang lứa và có một cuộc sống tuổi thơ vùng nông thôn đầy êm đềm. Nhưng cứ vừa ổn định được mấy bữa thì giặc đánh tới nơi và lại phải chạy. Trong một lần mải chơi, giặc đánh đến và An đã lạc mất gia đình. Cậu trở thành đứa trẻ lang thang.
Trong chuyến lưu lạc của mình, An đã được gặp và tiếp xúc với nhiều người. Dì Tư Béo là một trong những người đầu tiên cưu mang An khi cậu bé bị lạc ở một xóm chợ. Từ đó, cậu đã về làm giúp cho quán ăn của dì và không còn phải chịu cảnh đói khổ qua ngày. Tại quán ăn dì Tư béo, An đã gặp: anh Sáu tuyên truyền, những anh bộ đội, vợ chồng Tư Mắm, lão Ba Ngù, ông lão bán rắn và thằng Cò – họ đang đi tìm một người tên Võ Tòng. Vợ chồng Tư Mắm làm nghề bán mắm dọc các con kênh rạch. An vô tình biết rằng hai bọn họ là Việt gian. Bị họ phát hiện nên An chạy trốn, hai vợ chồng Tư Mắm đốt cháy quán dì Tư rồi bỏ đi. Dì Tư Béo định dẫn An lên Thới Bình sinh sống nhưng An đã quyết định ở lại và tiếp tục cuộc sống không nơi nương tựa.
Sau đó, An gặp lại cha con ông lão bán rắn và Võ Tòng. An đã đi theo họ và trở thành con nuôi của ông lão bán rắn, anh em của thằng Cò. Tuy là nghèo khó vất vả nhưng tía má nuôi của An rất thương An coi cậu bé như đứa con ruột do mình sinh ra. An còn được tía và thằng Cò dắt đi câu rắn, đi lấy mật ong và học được nhiều kinh nghiệm, thấy nhiều điều mới lạ mà An chưa từng biết.
Tía nuôi dắt An đi tới thăm chú Võ Tòng. Võ Tòng sau này đòi đi giết Việt gian vì định mua chuộc Ba Ngù. Trong lần phục kích giặc trên cây Da, Võ Tòng đã giết chết tên Việt gian và một tên lính ngụy. Nhưng cuối cùng, Võ Tòng đã bị mụ Tư Mắm chỉ điểm rồi bị tên tướng bắn chết. Ông Hai kêu An chỉ mụ Tư Mắm và biết được thói quen là thường đi tắm vào buổi chiều. Vì vậy, ông đã núp dưới đám bèo và dùng nỏ bắn chết mụ.
Thời gian sau, bọn giặc phải lao đao nhiều lần vì ông. U Minh Thượng đã bị giặc đóng chiếm, gia đình tía nuôi và An rời đi U Minh Hạ sinh sống, gia nhập phường săn cá sấu, sau đó tới Sroc Miên, chợ Mặt Trời, Năm Căn. Tại đây An gặp lại dì Tư Béo và rồi An theo các anh du kích.

## Các chương có trong văn bản
- Chương 1: Xóm chợ nhỏ một vùng quê xa lạ
- Chương 2: Trong tửu quán
- Chương 3: Ông lão bán rắn
- Chương 4: Đêm kinh khủng
- Chương 5: Ôn lại ngày cũ
- Chương 6: Bước đầu cuộc sống lưu lạc
- Chương 7: Gia đình ba nuôi tôi
- Chương 8: Đi câu rắn
- Chương 9: Đi lấy mật [1]
- Chương 10: Trong lều người đàn ông cô độc giữa rừng [2]
- Chương 11: Rừng cháy
- Chương 12: Chạm trán với hổ
- Chương 13: Cái chết của Võ Tòng
- Chương 14: Mũi tên thù
- Chương 15: Phường săn cá sấu
- Chương 16: Qua Sóc Miên
- Chương 17: Sân chim
- Chương 18: Rừng đước Cà Mau
- Chương 19: Du kích trong rừng
- Chương 20: Lên đường chiến đấu

## Chuyển thể

### Phim truyền hình
Tiểu thuyết Đất rừng phương Nam được chuyển thể thành phim Đất phương Nam do Hãng phim Truyền hình Thành phố Hồ Chí Minh sản xuất năm 1997. Theo tiết lộ của Nguyễn Vinh Sơn, lý do tên phim truyền hình bị cắt mất chữ "rừng" là do hoàn cảnh thiếu thốn, lúc ấy êkíp buộc "liệu cơm gắp mắm" để giảm thiểu chi phí sản xuất.